# بنگلالینک
بنگلالینک (بنگالی: বাংলালিংক) شرکت مخابرات بنگلادشی است، که در سال ۱۹۹۶ تأسیس شد.